# Les Cultures du monde
 (mai 2019).
Si vous disposez d'ouvrages ou d'articles de référence ou si vous connaissez des sites web de qualité traitant du thème abordé ici, merci de compléter l'article en donnant les références utiles à sa vérifiabilité et en les liant à la section « Notes et références ».
 (mai 2019).
Le festival Les Cultures du monde, ou Festival de Gannat (Festenal de Gatnat en occitan), est un festival de renommée internationale qui regroupe pendant dix jours des ensembles de danse et de musique à caractère traditionnel et populaire provenant des quatre coins du monde. Il a lieu chaque année au cours de la dernière semaine de juillet. Il est organisé par l'Association nationale Cultures du monde à Gannat (Allier).

## Historique
Le festival Les Cultures du monde est créé par Jean Roche en 1974, également créateur, en 1965, de l'ensemble traditionnel de Gannat, la Bourrée gannatoise, qui fête son 50e anniversaire à l'occasion de la 42e édition du festival en 2015.

### La Bourrée gannatoise
Créé en 1965, la Bourrée gannatoise présente à l'origine des danses et des musiques folkloriques du Centre-France. Au fil des années, le groupe évolue vers une plus grande modernité sans jamais toutefois tourner le dos à la tradition de ses débuts.
Aujourd'hui, les instruments utilisés par le groupe sont essentiellement l'accordéon diatonique, la vielle à roue, la cornemuse, la guitare folk et le violon. Les morceaux joués sont à la fois des classiques du répertoire traditionnel mais sont aussi le fruit de compositions récentes : tous sont arrangés et donnent une belle vitalité à l'ensemble.
Les danseurs s'appuient sur un répertoire de pas traditionnels (rythmes de bourrées, polkas, mazurkas ou valses notamment) et présentent des spectacles chorégraphiés mêlant tradition et innovation.
Les costumes portés par les danseurs sont ceux du Bourbonnais et de l'Auvergne en raison de la position frontalière de Gannat (terre de transition entre les anciens duchés de Bourbon et d'Auvergne).

### Fondation du festival en 1974
En 1974, neuf ans après la création de la Bourrée gannatoise, l'idée est venue à Jean Roche d'inviter plusieurs pays du monde entier à venir durant une semaine effectuer des spectacles de danses à Gannat. Depuis, le festival se déroule les deux derniers week-ends de juillet, en accueillant de préférence de nouveaux pays ou de nouvelles régions du monde chaque année.

### La crise sanitaire de Covid-19
En 2020, le conseil d'administration de l'Association nationale Cultures du monde prend la décision d'annuler le 47e festival dans le cadre des restrictions liées à la crise sanitaire du Covid-19. C'est une première en 46 ans d'histoire. La reprise est effective fin juillet 2021.

## L'Association nationale Cultures du monde
L'Association nationale Cultures du monde est l'organisatrice du festival Les Cultures du monde. Ce dernier, ainsi que l'ANCM, est membre du réseau CIOFF (Conseil international des organisations de festivals de folklore et d'arts traditionnels), né en 1970 à l'initiative d'Henri Coursaget. Ce réseau est aujourd'hui présent dans 110 pays, dont la France.
L'association est également une ONG partenaire officiel l'UNESCO pouvant exercer des fonctions opérationnelles auprès du Comité pour le PCI (Patrimoine culturel immatériel). Fruit d'un long travail de son président-fondateur aujourd'hui disparu, Jean Roche, cette labellisation est un garant du savoir-faire de l'ANCM en matière de valorisation des identités culturelles et de montage de projets pour faire de la diversité culturelle de véritables leviers de développement.

## Organisation et déroulement
Le festival Les Cultures du monde est le messager des identités diverses et variées du monde pendant dix jours et dix nuits.
Il est organisé grâce au travail de 500 bénévoles et de quelques permanents.
Il réunit environ 350 artistes du monde entier et accueille jusqu'à 35 000 visiteurs.
Le festival a lieu au centre socio-culturel (spectacles) et sur le champ de foire de la ville, renommé pour l'occasion « Place du festival » (spectacles, concerts, animations, stages, ateliers, bal). Le festival propose également des spectacles dans les quartiers gannatois et les villages partenaires, un défilé dans la Grande Rue, un ciné-conférence et un concert à l'église Saint-Étienne.

### Programme des 10 jours
Durant chacun de ces dix jours (du vendredi soir au dimanche soir suivant), de nombreuses activités sont proposées[source insuffisante] :
- des spectacles tous les jours au centre socio-culturel ;
- un défilé de parade des groupes se succédant dans les rues, le mercredi soir ;
- un ciné-rencontres a lieu sur le thème des coutumes et traditions d'un pays ;
- sur la place du festival, une programmation riche et dense est prévue chaque jour avec plusieurs espaces :
  - la Guinguette est un lieu de rencontres. C'est aussi un espace animé toute la journée avec des concerts, des bals, des ateliers-danse…
  - la scène Saveurs et musique accueille également de nombreuses animations qui ravissent les plus gourmands. Plusieurs food-trucks mais aussi des stands de glaces, gaufres ou de frites sont prévus,
  - l'espace Souk accueille des stands de commerçants, lesquels vendent de nombreux produits de spécialités de diverses régions du monde : souvenirs, disques, costumes, coiffes, foulards, instruments, sculptures, gastronomie…
  - enfin, l'espace Village du monde accueille des associations partenaires de l'ANCM.

### Choix des ensembles
Lors de chaque édition, de nombreux groupes venus de différents pays et régions du monde sont invités (entre 13 et 17). Les orchestres ou chanteurs se succèdent, souvent accompagnés de danseurs sur des chorégraphies spectaculaires.
Jusqu'à son décès en juillet 2017, les formations étaient choisies par Jean Roche. Depuis, le flambeau a été repris par une commission artistique qui décide de façon collégiale quels sont les ensembles invités. Le choix se porte tout à la fois sur des ensembles stylisés mais aussi sur des groupes plus traditionnels qui portent un message culturel fort (notamment ceux qui sont inscrits au PCI de l'UNESCO).
Parmi les plus marquants, on peut citer par exemple les autochtones de l'île de Taquile au Pérou, les pygmées du Kenya, qui n'étaient, selon Jean Roche, « jamais sortis de leur forêt », les Yakoutes de Sibérie ou le groupe des joueurs de gong vietnamiens, venus d'un petit village perdu dans les hauts-plateaux de la province de Kon Tum. Depuis sa création en 1974, le festival Les Cultures du monde a invité une cinquantaine de groupes labellisés « PCI ».

### Groupes invités pour l'édition 2019
- Ghana : Nkrabea Dance Group
- Acadie : famille Robin Leblanc
- Bulgarie : Bistrita Babi, de la région Choplouk
- Équateur : Folklorico Tungurahua Group
- Kazakhstan : groupe musical d'Astana
- Russie : Cosaques du Don d'Azov
- Philippines : Kaisahan Ng Lahi Dance Ensemble
- Nouvelle-Calédonie : ensemble Sumaele
- Écosse : trio Beaton/Shankland/MacInnes
- Slovaquie : ensemble tsigane Kesaj Tchave
- Auvergne : La Bourrée gannatoise
- Brésil : Trio Guara et Batuc'Ados, percussions du Brésil
- Canada : Amérindiens Mi'K'Mak
- Bretagne : Duo Morwenn et Ronan
- Kurdistan syrien : Nuri Ibrahim
- Québec : La R'voyure

## Partenaires officiels du Festival de Gannat
Le festival compte parmi ses partenaires officiels : le CIOFF, le ministère de la Jeunesse et des Sports, la région Auvergne-Rhône-Alpes, le conseil général de l'Allier, la municipalité de Gannat, la communauté de communes Saint-Pourçain Sioule Limagne, la Fédération d'entreprise du Crédit agricole, France Bleu, le journal La Montagne, ainsi que plusieurs entreprises locales.

## Petit historique des groupes invités
L'édition 2012 (39e édition du festival Les Cultures du monde, du 20 au 30 juillet 2012) a accueilli les groupes suivants :
- Tahtib d'Égypte ;
- Alt-Miesbach München de Bavière ;
- Komenka de Louisiane ;
- Himbas de Namibie ;
- Akademiduka de Guadeloupe ;
- Guamanique de Porto Rico ;
- Theyyam d'Inde ;
- Loch Lao d'Irlande ;
- Türkiye.

L'édition 2014 (41e édition du festival Les Cultures du monde, du 18 au 28 juillet 2014) a accueilli les groupes suivants :
- les danseurs Pameja Maasai de la province de Kajiado au Kenya ;
- le ballet argentin Pampa y Huella de Cordoba, en Argentine ;
- Tambokolo de Colombie ;
- Sewan American Indian Dance des États-Unis ;
- Jubilee American Dance Theatre de San Francisco (le groupe avait déjà été invité en 2008) ;
- Wadaiko « Saiki » de Nagoya au Japon ;
- deux groupes venant du Vietnam, notamment de la province de Kon Tum ;
- le groupe folklorique Beñesmen de Tenerife, Canaries - Espagne ;
- les danseurs de Kecskemet, Hongrie ;
- Lough’ed Music Group de Fermanagh (Ulster) ;
- Gero Axular Dantza Taldea, Pays basque ;
- Udmurt Folk Theatre « Aikai », d’Izhevesk, Oudmourtie (fédération de Russie) ;
- le groupe Old Serbian Sounds d’Uzice, Serbie.